# Poa kirkii
Poa kirkii är en gräsart som beskrevs av John Buchanan. Poa kirkii ingår i släktet gröen, och familjen gräs. Inga underarter finns listade i Catalogue of Life.